# Блу-Ридж-Манор (Кентуккі)
Блу-Ридж-Манор (англ. Blue Ridge Manor) — місто (англ. city) в США, в окрузі Джефферсон штату Кентуккі. Населення — 791 особа (2020).

## Географія
Блу-Ридж-Манор розташований за координатами 38°14′36″ пн. ш. 85°33′53″ зх. д. / 38.24333° пн. ш. 85.56472° зх. д. (38.243407, -85.564699).  За даними Бюро перепису населення США в 2010 році місто мало площу 0,48 км², уся площа — суходіл.

## Демографія
Згідно з переписом 2010 року, у місті мешкало 767 осіб у 414 домогосподарствах у складі 179 родин. Густота населення становила 1596 осіб/км².  Було 450 помешкань (936/км²).
Расовий склад населення:
| - 92,2 % — білих - 4,2 % — чорних або афроамериканців - 2,1 % — азіатів - 0,1 % — вихідців з тихоокеанських островів |

До двох чи більше рас належало 0,8 %. Частка іспаномовних становила 0,9 % від усіх жителів.
За віковим діапазоном населення розподілялося таким чином: 17,5 % — особи молодші 18 років, 58,2 % — особи у віці 18—64 років, 24,3 % — особи у віці 65 років та старші. Медіана віку мешканця становила 45,6 року. На 100 осіб жіночої статі у місті припадало 73,5 чоловіків;  на 100 жінок у віці від 18 років та старших — 71,1 чоловіків також старших 18 років.
Середній дохід на одне домашнє господарство  становив 71 886 доларів США (медіана — 54 500), а середній дохід на одну сім'ю — 93 531 долар (медіана — 79 107). За межею бідності перебувало 2,9 % осіб, у тому числі 3,6 % дітей у віці до 18 років та 1,8 % осіб у віці 65 років та старших.
Цивільне працевлаштоване населення становило 499 осіб. Основні галузі зайнятості: освіта, охорона здоров'я та соціальна допомога — 23,2 %, мистецтво, розваги та відпочинок — 16,0 %, роздрібна торгівля — 15,0 %.